# لیندسی شرقی
لیندسی شرقی (به انگلیسی: East Lindsey) یک منطقهٔ مسکونی در بریتانیا است که در لینکلن‌شر واقع شده‌است.